# Rheumaptera neocervinalis
Rheumaptera neocervinalis är en fjärilsart som beskrevs av Inoue 1982. Rheumaptera neocervinalis ingår i släktet Rheumaptera och familjen mätare. Inga underarter finns listade.